# 振り分け荷物
振り分け荷物（ふりわけにもつ）とは、江戸時代に用いられた旅行用の小型鞄。箱。振分け荷物。

## 概要
- 竹篭、または蔓や菅、柳で編んだ小さな行李2つを、真田紐や手ぬぐいで結び、肩に前後に分けて用いた[1]。
- 時代劇でお馴染みの道具の一つ。